# Andrew Graham-Dixon
Andrew Michael Graham-Dixon (nacido el 26 de diciembre de 1960) es un historiador y presentador del arte británico.

## Vida y trabajo

### Educación
Graham-Dixon fue educado en la escuela independiente de Westminster, donde fue empujado por su padre a entrar en un trabajo bien pagado para que no perdiera tiempo en sus estudios. Luego continuó sus estudios en el Christ Church de la Universidad de Oxford. Se graduó en 1981, antes de proseguir con estudios de doctorado en el Courtauld Institute of Art, Universidad de Londres.

### Carrera
Graham-Dixon comenzó a trabajar como crítico para el semanario Sunday Correspondent, antes de convertirse en el principal crítico de arte del diario The Independent, donde permaneció hasta 1998, a partir del 2005 es el principal crítico de arte de The Sunday Telegraph. Desde 2004, también ha sido un colaborador de la BBC Two The Culture Show sobre una variedad de temas, y es a menudo el principal presentador de este programa.

En 1992, Graham-Dixon ganó el primer premio en la sección Reportaje en el Festival Internacional de Cine de Montreal para una película documental acerca de la pintura de Théodore Géricault La balsa de la Medusa. Desde entonces, ha pasado a presentar varias series documentales de la BBC sobre el arte, incluyendo La historia del arte británico (1996), Renacimiento (1999), Caravaggio (2002) El Secreto de Dibujo (2005), La Batalla por el arte británico (2007), El Arte de la Eternidad (2007), El arte de España (2008), El arte de Rusia (2009), El arte de Alemania (2010) y Arte de América (2011).
También ha presentado programas sobre otros temas que el arte, como Yo, Samurai (2006) y El Real Casino Royale de la BBC y 100% Inglés (2006) para Canal 4. En 2010, entrevistó a John Lydon para un Show especial de cultura sobre Public Image Ltd.
Graham-Dixon también escribió y presentó el documental de la BBC Quién mató a Caravaggio?, Emitido BBC 4 en 2010. El mismo año, su biografía de Caravaggio fue publicada como Caravaggio: Una vida sagrada y profana.
También fue invitado a dar una conferencia 20 minutos como orador invitado en la Simon Langton Boys School en mayo del 2012.

### Vida personal y familia
Graham-Dixon es hijo del abogado Anthony Graham-Dixon y Suzanne "Sue" (née Villar 1931-2010), un publicista de las compañías de música y ópera. Graham-Dixon está casado y tiene tres hijos. Vive en Londres.